# Justin Wilson
Justin Boyd Wilson (Sheffield, 31 juli 1978 – Allentown, Pennsylvania, Verenigde Staten, 24 augustus 2015) was een Brits autocoureur. Hij racete in de Formule 1, Champ Car en IndyCar Series.

## Carrière
In 1987 begon Wilson met karten. Hij reed in de jaren negentig enkele jaren in de Formula Vauxhall, waarna hij naar Formule Palmer ging. Hij won de titel in 1997. In 1998 was hij een finalist voor de McLaren Autosport BRDC Young Driver of the Year Award. Een jaar later ging hij naar de Formule 3000, waar hij in 2001 de titel won. In 2002 ging hij naar de World Series by Nissan, waar hij twee races won, in Interlagos en in Valencia.
Wilson testte rond die tijd voor het Minardi-team, maar omdat hij te groot was en moeilijk in de auto paste kon hij Alex Yoong niet vervangen als permanente coureur.

### Formule 1
In 2003 bouwde Minardi een auto waar Wilson met zijn 1.93 m in paste. Zijn teamgenoot was Nederlands coureur Jos Verstappen. Na elf gereden races voor Minardi stapte hij over naar Jaguar om Antonio Pizzonia te vervangen in de laatste vijf races. Tijdens de Grand Prix van de Verenigde Staten behaalde hij zijn eerste en enige punt in de Formule 1.

### Champ Car
In 2004 verhuisde hij naar de Verenigde Staten om te gaan racen voor Conquest Racing in het Champ Car kampioenschap. Zijn beste kwalificatie was een tweede plaats en hij haalde dat jaar 188 punten en werd elfde in het kampioenschap.
In 2005 ging hij rijden voor RuSPORT. Hij won zijn eerste Champ Car-race op het stratencircuit van Toronto en won dat jaar eveneens de laatste race van het seizoen op de Autódromo Hermanos Rodríguez. Hij werd dat jaar derde in het kampioenschap achter kampioen Sébastien Bourdais en nummer twee Oriol Servia. 
In 2006 reed hij een tweede seizoen bij RuSPORT. Hij won de race in het Canadese Edmonton en werd vijf keer tweede in een race dat jaar, waardoor hij op de tweede plaats eindigde in het kampioenschap. 
In 2007 reed hij een derde seizoen voor RuSPORT. Hij won op het Nederlandse TT-Circuit Assen, en finishte een tweede jaar op rij op de tweede plaats in het kampioenschap.
Toen de Champ Car eind 2007 ophield te bestaan, stapte Wilson in 2008 over naar de IndyCar Series

### IndyCar Series
In 2008 ging hij rijden voor Newman-Haas-Lanigan Racing. Hij won dat jaar op Belle Isle Park en finishte op de elfde plaats in de eindstand. 
In 2009 stapte hij over naar Dale Coyne Racing. Wilson won de race op Watkins Glen International. Het was voor het team, dat in 1986 opgericht werd, de eerste overwinning. Wilson eindigde op de negende plaats in de eindstand. 
In 2010 ging hij aan de slag bij Dreyer & Reinbold Racing. Hij finishte tweede in Saint Petersburg en Long Beach en werd elfde in de eindstand. 
In 2011 reed hij een tweede seizoen bij Dreyer & Reinbold Racing. Hij moest zes wedstrijden voor het einde van het raceseizoen vroegtijdig staken nadat hij verwondingen opliep tijdens oefenritten op de Mid-Ohio Sports Car Course. Hij eindigde dat seizoen uiteindelijk op de vierentwintigste plaats in de eindstand.
In 2012 keerde hij weer terug en ging hij weer rijden voor Dale Coyne Racing. Wilson won de race op Texas Motor Speedway en finishte op de vijtiende plaats in de eindstand. 
In 2013 reed hij wederom voor een Dale Coyne Racing, (zijn jongere broer Stefan Wilson maakte dat seizoen zijn debuut als reserverijder en viel 1x in, waarbij hij zestiende werd) hij won dat jaar geen races, maar finishte op een zesde plaats in de eindstand.
In 2014 reed hij ook weer voor Dale Coyne Racing, en finishte op een veertiende plaats in de eindstand.
In 2015 kwam hij uit voor Andretti Autosport, waarvoor hij maar zes races reed. Wilson raakte in de voorlaatste race van 2015 op 23 augustus betrokken bij een zware crash op Pocono Raceway. Hij raakte ernstig gewond aan zijn hoofd, doordat hij geraakt werd door de nose cone van een andere auto en werd in kritieke toestand opgenomen in het ziekenhuis. De volgende dag overleed hij aan de gevolgen van dit ongeval. Als eerbetoon reed Oriol Servià de laatste race met het startnummer van Wilson.

### Andere races
In 2006 reed hij in de 24 uur van Daytona. Hij reed daar met zijn teamgenoten A.J. Allmendinger, Oswaldo Negri en Mark Patterson.

## Resultaten

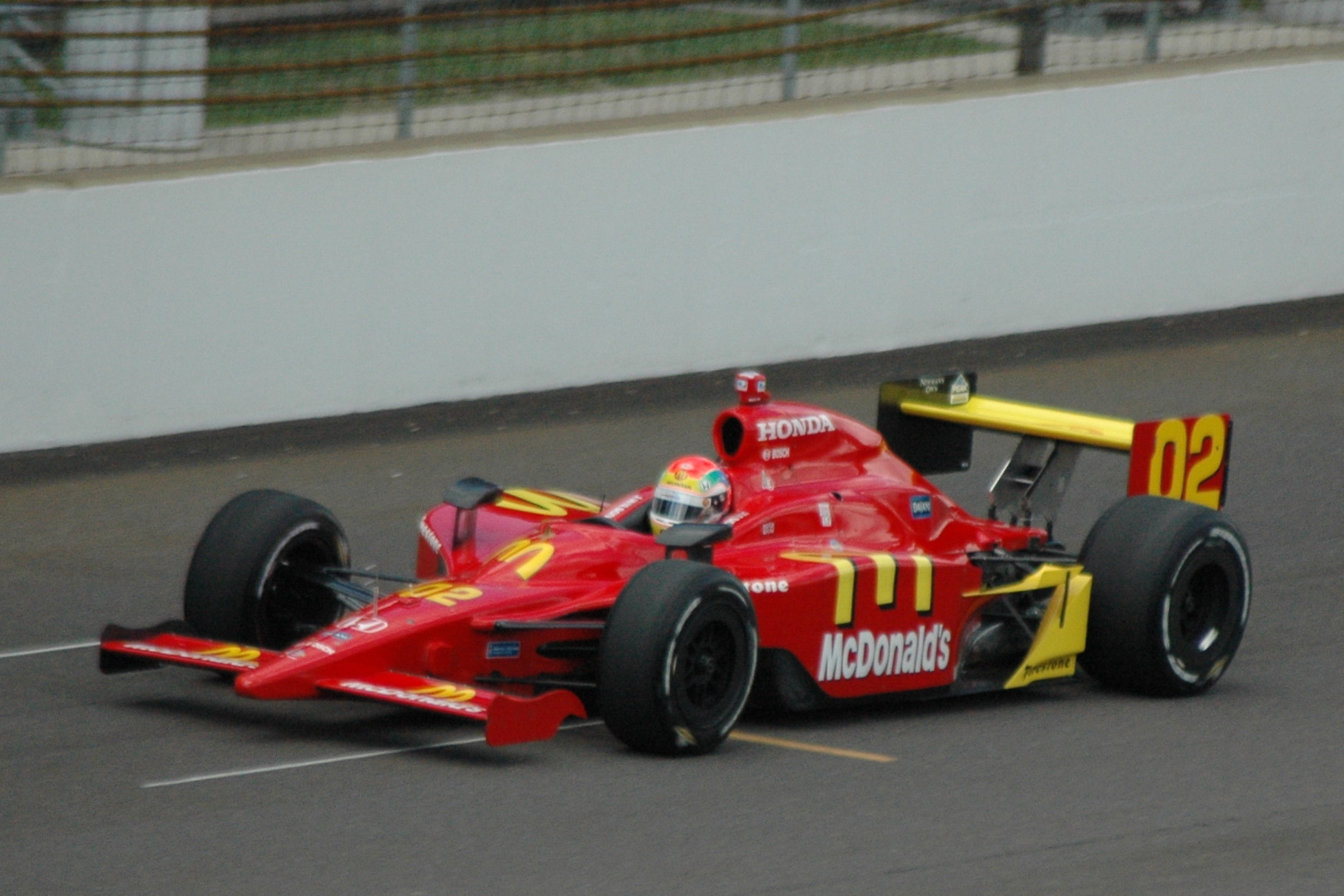
Wilson op de Indianapolis Motor Speedway in 2008.

ChampCar resultaten (aantal gereden races, aantal maal in de top 5 van een race, eindpositie kampioenschap en punten)
| Jaar | Races | 1ste | 2de | 3de | 4de | 5de | Rank | Ptn |
| ---- | ----- | ---- | --- | --- | --- | --- | ---- | --- |
| 2004 | 14    | -    | -   | -   | 1   | 1   | 11   | 188 |
| 2005 | 13    | 2    | -   | 1   | 4   | -   | 3    | 265 |
| 2006 | 13    | 1    | 5   | 1   | 1   | 2   | 2    | 298 |
| 2007 | 14    | 1    | 3   | 1   | 2   | 2   | 2    | 281 |

IndyCar Series resultaten (aantal gereden races, aantal maal in de top 5 van een race, eindpositie kampioenschap en punten)
| Jaar | Races | 1ste | 2de | 3de | 4de | 5de | Rank | Ptn |
| ---- | ----- | ---- | --- | --- | --- | --- | ---- | --- |
| 2008 | 18    | 1    | -   | 1   | -   | -   | 11   | 340 |
| 2009 | 17    | 1    | -   | 1   | -   | 1   | 9    | 354 |
| 2010 | 17    | -    | 2   | -   | -   | -   | 11   | 361 |
| 2011 | 11    | -    | -   | -   | -   | 1   | 23   | 183 |
| 2012 | 15    | 1    | -   | -   | -   | -   | 15   | 278 |
| 2013 | 19    | -    | 1   | 3   | 2   | 1   | 6    | 472 |

### Resultaten Indianapolis 500
| Jaar | Chassis | Motor | Start | Finish | Team                       |
| ---- | ------- | ----- | ----- | ------ | -------------------------- |
| 2008 | Dallara | Honda | 16    | 27     | Newman-Haas-Lanigan Racing |
| 2009 | Dallara | Honda | 15    | 23     | Dale Coyne Racing          |
| 2010 | Dallara | Honda | 11    | 7      | Dreyer & Reinbold Racing   |
| 2011 | Dallara | Honda | 19    | 16     | Dreyer & Reinbold Racing   |
| 2012 | Dallara | Honda | 21    | 7      | Dale Coyne Racing          |
| 2013 | Dallara | Honda | 14    | 5      | Dale Coyne Racing          |